# Lucien Hervé
Lucien Hervé (eredeti nevén Elkán László) (Hódmezővásárhely, 1910. augusztus 7. – Párizs, 2007. június 26.) magyar származású fotográfus.

## Élete
Asszimilálódott zsidó családba született. Apja, Elkán Lajos bőrnagykereskedő korai halála miatt anyja nevelte fel két testvérével együtt. Nyolcéves korában családjával Budapestre költöztek, itt került kapcsolatba a Kassák Lajos nevével fémjelzett baloldali Munka-kör csoporttal, amelynek egy ideig résztvevője is volt.
Érettségi után Bécsbe utazott, és beiratkozott a bécsi közgazdasági egyetemre, de óráit nem látogatta, helyette rajzolt és udvarolt, az egyetemet sosem fejezte be.
1929-ben Párizsba költözött, ahol kapcsolatba került a helyi kommunista mozgalmakkal. Előbb bankban dolgozott, ahonnan az ott tapasztalt folyamatos visszaélések, csalások miatt kilépett, és divattervezőnek állt. Részt vett a szakszervezeti mozgalomban Zalka Máté munkatársaként, akinek ajánlása révén, 1933-ban a Francia Kommunista Párt tagja lett. Közben a divattervezők szakszervezetéből sztrájk szervezése miatt elbocsátották.
1938-ban közösen kezdtek újságírói tevékenységbe Müller Miklóssal a Marianne Magazin számára. Müller a képeket készítette, ő pedig a szöveget írta hozzájuk. Együttműködésük  Müller 1938-as Algériába településével megszűnt, ezt azonban Elkán nem vallotta be szerkesztőjének, helyette ő maga kezdett el fényképezni.
A II. világháborúban rádiós kiképzést kapott, és mint híradós teljesített szolgálatot. 1940-ben német hadifogságba esett Dunkerque-nél. 1941 őszén a kelet-poroszországi hadifogolytáborban kommunista szervezkedésbe kezdett, ennek révén ötven társát sikerült megszöktetnie, míg – önmagát ideiglenesen vakká téve – megszökhetett egy lengyel tábori orvos segítségével, a tábori kórházból. Kiszabadulva részt vett a francia ellenállásban, időközben az illegálissá vált Francia Kommunista Párt grenoble-i vezetője lett. Ekkor kezdett el festeni is, egyes képeit 1942-ben és 1943-ban is kiállították a párizsi Őszi Szalonon, illetve a monte-carlói tavaszi tárlaton. Párizs felszabadítása után azonnal a városba utazott, és ott is telepedett le. Az illegalitásban felvett Lucien Hervé néven a Vu, a Picture Post és Match című magazinokban jelentek meg felvételei a háborús időkről. Részben e magazinokon keresztül ismerkedett meg ekkoriban Robert Capával és André Kertésszel is. A második világháború vége után a France Illustrationnak kezdett fotózni, mialatt 1947-ben végleg kizárták a kommunista pártból, ezután vált hivatásos fényképésszé.
1949-ben ismerkedett meg Le Corbusier-vel, a 20. század modern építészetének egyik legmeghatározóbb alakjával, akinek 1949 és 1965 között „házifényképésze” lett. Hervé mintegy félmillió fényképéből 18 ezer foglalkozik az építész műveivel, aki – saját állítása szerint – Hervé képei révén olyan részleteket, látásmódot is fel tudott fedezni épületeiben, amelyekre ő maga nem is gondolt.
Le Corbusier mellett többek között megbízója volt még Alvar Aalto, Marcel Breuer, Kenzo Tange, Richard Neutra, Oscar Niemeyer, Jean Prouvé, Bernard Zerfuss és Walter Gropius is. Hervé dokumentálta a párizsi UNESCO székház építését is.
Számos vándorkiállítással járta be a világot, 1965-ben Fotó és építészet című kiállítását Budapesten is bemutatták.
1965-ben sclerosis multiplexet diagnosztizáltak nála, emiatt egy időre fel kellett hagynia az aktív fotózással, állapotának javulása után azonban ismét kamerát ragadott, és neves kortársairól készített portrékat.
Építészeti témájú képei az 1980-as évektől kezdve hozták meg neki a sikert. 1991-ben a második világháború során kifejtett ellenállási tevékenységéért megkapta a francia Becsületrendet. 2001-ben Székesfehérvárott életmű-kiállítása nyílt, ahol fiatalon elhunyt fia, Rodolphe Hervé képeit is bemutatták. Szintén ebben az évben kapta meg Párizs város Fotós Nagydíját, valamint a Magyar Fotóművészek Szövetségének Életmű-díját, a Széchenyi Művészeti Akadémia pedig tagjává választotta. Szintén 2001-ben jelent meg Az építészet igazsága című albuma angolul és franciául, illetve ehhez kapcsolódóan Olivier Beer monográfiája róla.
Kevéssel 97. születésnapja előtt, 2007-ben, párizsi otthonában érte a halál.

## Művek közgyűjteményekben
- Patkó Imre gyűjtemény, Győr (Padon ülő gondolkodó)

## Emlékezete
Születése századik évfordulója alkalmából a Duna Televízió portréfilmet készített róla.

## Katalógusok, albumok, monográfiák
- Építészet és fénykép; Akadémiai, Bp., 1968 (Architektura)
- Le beau court la rue (Gérim, Paris, 1970)
- Az építészet nyelve (Bev.: Illyés Gyula; Corvina, Budapest, 1983)
- Lucien Hervé (Vál. és szerk.: Batár Attila; Héttorony, Budapest, é. n. [1992])
- Lucien Hervé – Bernard Noël: Intimité et immensité (Temenos, Párizs, é. n.)
- Lucien Hervé (Szent István Király Múzeum, Székesfehérvár, 2001)
- Amis inconnus. Lucien Hervé (Filigranes, h. n., 2002)
- Marcel Breuer – Lucien Hervé: UNESCO (Szerk.: Halas István; N&n Galéria, Budapest, 2003)
- Olivier Beer: Lucien Hervé. L'homme construit (Seuil, Párizs, 2001)